# 李小琴
李小琴（1967年8月—），湖北当阳人，汉族，中国民主促进会会员。中华人民共和国政治人物、第十三届全国人民代表大会广东地区代表、民进广东省第九届委员会副主委。

## 生平
2018年2月24日，当选为第十三届全国人大代表。